# Catafora (linguistica)
La catafora è una funzione di coesione linguistica dei testi. Consiste nella relazione tra un'espressione anaforica (o "dispositivo anaforico") e un'altra espressione (successiva) che funge da referente. Si tratta, dunque, dell'opposto dell'anafora.
Così, ad esempio, nella frase:
Te lo dico per l'ultima volta: no!
il pronome lo, pur costituendo una "ripresa anaforica", di fatto precede il determinante no.
Si parla di "catafora zero" nel caso in cui l'elemento che funge da dispositivo di riferimento al referente testuale non appare al livello superficiale, come nella frase:
Proprio perché Ø è fresca, questa pasta ti piacerà.
Il referente "questa pasta" è richiamato da un morfema zero, cioè da un elemento linguistico (morfema) cui non corrisponde alcun segmento fonetico nel testo. Un altro esempio di catafora zero è:
Ti dirò Ø: non mi hai convinto.
In questo caso, il morfema zero Ø può essere sostituito da questo.
Se la ripresa è successiva all'espressione che determina il riferimento (caso assai più consueto), si parla di "anafora", come nella frase:
No! Ed è l'ultima volta che te lo dico.
I termini "anafora" e "catafora" indicano anche due figure retoriche, da non confondere con quanto descritto in questa voce in relazione ad antecedente e ripresa.